# Miroslav Hlavička
Miroslav Hlavička, známý pod přezdívkou Scalex, je hudebník. V letech 1989–1994 skládal hudbu na počítačích Sinclair ZX Spectrum. V době jeho působení na ZX Spectru byl mimo jiné členem programátorských skupin NOP a Depeche Code a spolupracoval se společností Proxima - Software. Jeho hudba se objevovala v hrách pro ZX Spectrum distribuovaných touto společností, např. ve hře Heroes '92. Je autorem asi 30 skladeb pro zvukový čip AY-3-8912. Později tvořil hudbu na počítačích Amiga. Mimo jiné je autorem hudby ve verzi hry Útok bílé myšky I pro počítače Amiga. Přispíval do časopisu ZX Magazín, především články týkající se hudební tematiky. Jeho hudba se objevila také v demu Duckmania.
Byl součástí komunity okolo českého FidoNetu, ve které byl označován za grafomana.
Po Miroslavu Hlavičkovi a Petru Krevňákovi (na ZX Spectru působícím pod přezdívkou Qjeta) je pojmenován hudební editor SQ-Tracker (Scalex Qjeta Tracker).